# Saint-Nabord-sur-Aube
Saint-Nabord-sur-Aube är en kommun i departementet Aube i regionen Grand Est (tidigare regionen Champagne-Ardenne) i nordöstra Frankrike. Kommunen ligger  i kantonen Ramerupt som ligger i arrondissementet Troyes. År 2022 hade Saint-Nabord-sur-Aube 140 invånare.

## Befolkningsutveckling
Antalet invånare i kommunen Saint-Nabord-sur-Aube
Referens: INSEE